# Børgefjell nationalpark
Børgefjell nationalpark ligger i Nordland og Trøndelag fylker i Norge. Den er på 1.447 km² (2003) og dækket områder i kommunerne Grane, Hattfjelldal, Namsskogan og Røyrvik.  Parken blev oprettet i 1963, som det andet område i Norge; Den var da omtrent 1.000 km², men blev udvidet i 1973 og igen i  2003.
Austre Tiplingan naturværnsområde på 44 km² grænser til Børgefjell Nationalpark.  
Barfjeld er den dominerende naturform.  Disse områder ligger i en højde af 300-1.700 meter over havet og udgør et grænseområde mellem arktisk fauna og den sydligere, med nord-syd grænse for en del dyre- og fuglearter.  Fjeldvåge, sneugle og kongeørn yngler her. Det samme gør den truede fjeldræv, rensdyr, ræv, brud, mår og lækat samt elg og los.
I vest er geologien præget af mørk granit og en del fjelde (Kvigtind, 1.699 meter over havet). De største søer er Simskardvatnet og Orrevatnet, af elvsystemer er der Jengelv, ligesom Namsen har sit udspring her.
Samerne rådede over områderne, indtil bosætning startede omkring år 1700. Parken er omtalt i en række artikler og bøger. En af de tidligste var af Guttorm Hansen, en af nationalparkens forkæmpere, som i artiklen Børgefjell – en nasjonal villmark, i Den Norske Turistforenings årbog (1964) gav en første lovprisning af området. Samme forening har erklæret nationalparken som hyttefri zone, men har et stinet.
Adkomst bl.a. via Namsvatnet, Hattfjelldal og fra Majavatn. I et område øst for Namsvatnet er det forbud mod færdsel i gæssenes fældningsperiode 20. juni – 25. juli.